# Жемела, Григорий Михайлович
Григорий Михайлович Жемела (укр. Григорій Михайлович Жемела; род. 17 апреля 1939, село Заборье) — бригадир колхоза «Прогресс» Нестеровского района Львовская область. Герой Социалистического Труда (1976).
Трудовую деятельность начал рядовым колхозником в колхозе села Заборье. С 1960-х годов — бригадир полеводческой бригады колхоза «Прогресс» Нестеровского района. Член КПСС.
Указом Президиума Верховного Совета СССР от 24 декабря 1972 года «за выдающиеся успехи, достигнутые во Всесоюзном социалистическом соревновании, проявленную трудовую доблесть в выполнении планов и социалистических обязательств по увеличению производства и продажи государству зерна и других сельскохозяйственных продуктов» удостоен звания Героя Социалистического Труда с вручением ордена Ленина и золотой медали «Серп и Молот».
После выхода на пенсию проживал в родном селе Заборье.
Награды
- Герой Социалистического Труда
- Орден Ленина — дважды